# Prvenstvo Hrvatske u hokeju na travi za žene 2004./05.
Prvenstvo Hrvatske u hokeju na travi za sezonu 2004/05. u ženskoj konkurenciji.
Sudionice su bile Zrinjevac, Baum i Zelina.

## Konačni poredak
```
Por.  Klub      Ut  Pb  N Pz Pos Pri  Bod
1. Zrinjevac     8   8  0  0  91: 2    24
2. Baum          8   4  0  4  24:37    12
3. Zelina        8   0  0  8   2:78     0
```

Hrvatske prvakinje za sezonu 2004/05. su igračice  zagrebačkog Zrinjevca.